# Alan Walker (paléontologue)
Pour les articles homonymes, voir Alan Walker et Walker.
Alan Cyril Walker, né le 23 août 1938 à Leicester et mort le 20 novembre 2017, est un paléoprimatologue et paléoanthropologue britannique. Il a travaillé sur l'évolution des primates, des hominoïdes et de l'Homme, et a enseigné dans plusieurs universités des États-Unis,.

## Formation
Alan Walker obtient son Bachelor of Arts (BA) en zoologie et paléontologie de l'université de Cambridge en 1962 et son doctorat en anatomie et paléontologie de l'université de Londres en 1967, sous la direction de John Napier, avec une thèse sur les modes de locomotion des lémuriens fossiles.

## Carrière
Alan Walker travaille en 1963 pour le British Museum, à Londres. De 1965 à 1974, il travaille au Kenya dans des établissements universitaires locaux et participe aux fouilles paléoanthropologiques de la famille Leakey. Il a été chercheur aux Musées nationaux du Kenya.
De 1974 à 1978, il est professeur d'anatomie et d'anthropologie à l'université Harvard, aux États-Unis. Puis il est professeur de biologie cellulaire et d'anatomie à l'université Johns-Hopkins de 1978 à 1995. De 1995 à 2010, il a été professeur de biologie et d'anthropologie physique à l'université d'État de Pennsylvanie.

## Travaux
Alan Walker a étudié au début de sa carrière les Lémuriens fossiles au Kenya.
Avec Meave Leakey, il a reconstruit en 1972 à partir de multiples fragments le crâne KNM-ER 1470, le spécimen type de l'espèce Homo rudolfensis, décrite par Valeri Alekseïev en 1986. Il était membre de l'équipe dirigée par Richard Leakey qui découvrit en 1984 le squelette fossile du Garçon du Turkana, représentant le plus complet de l'espèce Homo ergaster connu à ce jour. En 1985, Alan Walker découvre le Crâne noir, noté KNM-WT 17000, crâne fossile le plus complet connu de l'espèce Paranthropus aethiopicus, près du Lac Turkana, au Kenya,,.
Il est l'auteur ou le co-auteur de la description de deux espèces d'hominoïdes : Proconsul heseloni (1993) et Kamoyapithecus (1995).
Au-delà de ses découvertes sur le terrain, Alan Walker a introduit de nouvelles techniques d'analyse des fossiles, comme la mesure stéréoscopique et la microscopie électronique. 

## Honneurs et récompenses
Alan Walker reçoit une subvention de la bourse MacArthur en 1988,.
En 1997, il reçoit le prix Rhône-Poulenc de la Royal Society pour son ouvrage La sagesse des os. Lors de la cérémonie de remise des prix, Terry Pratchett, président du jury, déclare : « Nous avons été fascinés par la façon dont le réseau médico-légal s'est déployé, amenant tant de sciences à porter sur le mystère de cet adolescent d'un million d'années. L'année suivante, il reçoit le Prix international de la Fondation Fyssen à Paris.
Il devient membre de l'Académie américaine des arts et des sciences en 1996 et est élu membre de la Royal Society en 1999.
En 2000, il reçoit un D.Sc. honorifique de l'université de Chicago.
Il est désigné professeur Evan Pugh en 2002 à l'Université d'État de Pennsylvanie.
En 2003, il est nommé membre de l'Académie nationale des sciences des États-Unis.
En 2017, il reçoit le Charles R. Darwin Lifetime Achievement Award de l'American Association of Physical Anthropologists.

## Publications

### Ouvrages
- 1993, avec Richard Leakey (dir.), The Nariokotome Homo erectus Skeleton, Cambridge, Harvard University Press
- 1996, avec sa femme Pat Shipman, The Wisdom of Bones: In Search of Human Origins, Weidenfeld & Nicolson, Londres
- 2005, avec Pat Shipman, The Ape in the Tree: An Intellectual and Natural History of Proconsul, La Belknap Press de Harvard UP, Cambridge, Massachusetts

### Articles
- 1997, avec Meave Leakey, Early Hominid Fossils from Africa, Scientific American, volume 276, n°6, p.74–79